# Franz Seraph von Dietrichstein
Franz Seraph von Dietrichstein (Madri, 22 de agosto de 1570 - Brno, 19 de setembro de 1636) foi um cardeal do século XVII.

## Biografia
Nasceu em Madri em 22 de agosto de 1570. Ele era o nono dos treze filhos de Adam von Dietrischstein, embaixador imperial na Espanha, e Margareta de Folch y de Raquensens. Os outros irmãos eram Maria, Anton (falecido na infância), Anna, Sigismund, Anton, Hypolita, Johanna, Maximilian, Beatrix, Elizabeth, Margaretha e Marianna (falecido jovem). Desde muito jovem foi destinado à carreira religiosa.
Estudou em Viena e Praga; e mais tarde, a partir de 1588 no Collegium Germanicum , em Roma.
Recebeu a tonsura eclesiástica em Viena, em 22 de março de 1582. Enquanto estudava em Roma, tornou-se amigo do cardeal Ippolito Aldobrandini, futuro papa Clemente VIII. Filippo Neri o apreciava muito. Chamberlain de Sua Santidade. Cânon dos capítulos da catedral de Olomouc, 1591; de Wroclav e Passau, 1593. Propsto de Leitmeritz, 1594.
Ordenado, 1597, Roma, pelo Papa Clemente VIII.
Criado cardeal sacerdote no consistório de 3 de março de 1599; recebeu o gorro vermelho e o título de S. Silvestro no Capite, a 17 de março de 1599.
Embora o capítulo da catedral de Olomouc se opusesse à sua promoção episcopal àquela sede, foi finalmente eleito em 26 de maio de 1599. Legado a Milão para saudar o arquiduque Albrecht da Áustria e a infanta Isabel da Espanha por seu casamento, 29 de junho de 1599. Preconizado bispo de Olomouc, com dispensa por ainda não ter atingido a idade canônica, 1º de setembro de 1599. Consagrado em 8 de setembro de 1599, na igreja de Santa Maria degli Angeli, Roma, pelo Papa Clemente VIII, auxiliado pelo Cardeal Camillo Borghese, e pelo Cardeal Bonifacio Bevilacqua. Não participou do conclave de março de 1605, que elegeu o Papa Leão XI. Participou do conclave de maio de 1605, que elegeu o Papa Paulo V. Presidente do Conselho Privado do Imperador Rodolfo II, 1607. A rebelião dos boêmios estourou em 1618 com a defenestração de Praga e o início da Guerra dos Trinta Anos. No ano seguinte, ele fugiu para Viena. Após a vitória do imperador Fernando II na batalha de Weißen Berge em 8 de novembro de 1620, ele se tornou Generalkommissar e governador de Mähren de março de 1621 a 1628. Ele implementou com sucesso a Contra-Reforma e foi um mediador nas disputas da família Habsburgo. Não participou do conclave de 1621, que elegeu o Papa Gregório XV. Não participou do conclave de 1623, que elegeu o Papa Urbano VIII. Optou pelo título de S. Maria em Trastevere, 27 de setembro de 1623. Príncipe do reino, 1624. Em 1635, foi brevemente banido da corte e seus bens confiscados, mas nesse mesmo ano tudo foi restaurado. Protetor da Alemanha, 1635. Governador imperial em Mähren, Boêmia e Baixa Áustria, 1636.
Morreu em Brno em 19 de setembro de 1636, Brünn (Brno), diocese de Olomouc, durante uma sessão do parlamento estadual federal. Enterrado sem cerimônias especiais, de acordo com sua vontade, na cripta da catedral de Olomouc. Sua grande biblioteca estabelecida em Nikolsburg foi completamente saqueada pelos suecos em 1645. Sua biografia foi publicada por Carlo Conti Romano em 1652.